# Henryków-Urocze
Henryków-Urocze is een plaats in het Poolse district  Piaseczyński, woiwodschap Mazovië. De plaats maakt deel uit van de gemeente Piaseczno en telt 457 (04.01.2008) inwoners.